# Minacantalucio
Minacantalucio è il ventisettesimo album studio della cantante italiana Mina, pubblicato nell'ottobre 1975 dalla PDU con distribuzione EMI Italiana.

## Descrizione
È il primo album tributo della cantante alla celebre coppia Mogol-Battisti. La raccolta del 1994 intitolata Mazzini canta Battisti, dal 2012 è stata rimossa, come tutte le altre compilation, dalla discografia sul sito ufficiale dell'artista. Tuttavia molte canzoni scritte dal duo, sono sparse in diversi singoli e album della cantante. Il secondo album tributo a Lucio Battisti, Paradiso (Lucio Battisti Songbook) è stato pubblicato nel 2018 e inserito nella discografia ufficiale.
Pubblicato inizialmente, ormai una consuetudine annuale per Mina, a ottobre (le matrici sono del giorno 9) come album doppio insieme a La Mina, è stato venduto singolarmente nelle ristampe successive.
Nell'edizione doppia (grafica di Luciano Tallarini), i due LP sono all'interno di un poster 70x100 realizzato su un acquerello di Piero Crida raffigurante una Mina "neoclassica", ispirato ad alcune opere di Maxfield Parrish. A poster chiuso compare solo un angioletto con un liuto in mano e il nome della cantante.
Le vendite dei due album (insieme e separati) lo collocano al 5º posto della classifica 1976, con un picco al 3° in quella settimanale. Complessivamente ha venduto circa 800 000 copie.
La foto di copertina è stata scattata alla Villa d'Este di Tivoli, durante la realizzazione del video per un Carosello Tassoni.
 E poi... (1975), su YouTube. URL consultato il 26 gennaio 2018.
Pubblicato su LP (PDL 6036) e MC (PMA 636), è poi stato masterizzato, sempre dalla PDU, su CD nel 1997 (CDP 7902782) e infine rimasterizzato con tecniche digitali nel 2001 dalla EMI Italiana (243 5364822).
Ristampato e distribuito in Grecia dalla Columbia e in Spagna dalla Odeon; queste due edizioni hanno lo stesso numero di catalogo (J 062-97775).
Arrangiamenti e direzione d'orchestra: Gabriel Yared, Premio Oscar.
 Batteria :  Tullio De Piscopo
Tecnico del suono: Nuccio Rinaldis.
 MIssaggio: Osvaldo Miccichè e Gabriel Yared

## Tracce
Testi di Mogol, musiche di Lucio Battisti; edizioni musicali Acqua azzurra se non altrimenti indicato.
Lato A
1. I giardini di marzo – 6:04
2. Il nostro caro angelo – 4:08
3. Dieci ragazzi (Dieci ragazze) – 2:36 (edizioni musicali Fama/El & Chris)
4. Innocenti evasioni – 3:24
5. 7 e 40 – 3:35

Lato B
1. Emozioni – 4:35
2. Fiori rosa fiori di pesco – 3:04
3. 29 settembre – 3:34 (edizioni musicali Ritmi e canzoni/Tank)
4. L'aquila – 4:30
5. Non è Francesca – 3:34 (edizioni musicali Fama/El & Chris)

## Versioni Tracce
- I giardini di marzo
È stata inserita da Mina in un medley dal vivo (Emozioni/Ancora tu/Si, viaggiare/I giardini di marzo) cantato nel famoso ultimo concerto alla Bussoladomani il 23 agosto 1978. Si trova nell'album Mina Live '78, che celebra l'evento, con i brani della fantasia separati fra loro. La sequenza continua, con i brani attaccati, è invece disponibile nella raccolta Mazzini canta Battisti del 1994.
- Emozioni
Oltre che nel medley appena visto, fa parte di un'altra famosa fantasia, che comprende Insieme/Mi ritorni in mente/Il tempo di morire/E penso a te/Io e te da soli/Eppur mi son scordato di te e Emozioni, cantata dal vivo da Mina in duetto con Lucio Battisti nella puntata dello spettacolo televisivo Teatro 10 trasmesso il 23 aprile 1972. La traccia audio del duetto è presente nella raccolta Signori... Mina! vol. 1; il filmato video è disponibile solo in un'introvabile cassetta VHS edita da VideoRai.[7]